# Hotel del Luna
Hotel del Luna (hangeul : 호텔 델루나 ; RR : Hotel delluna)  est une série télévisée sud-coréenne créée par les Sœurs Hong ; elle met en vedette Lee Ji-eun et Yeo Jin-goo. Il a été diffusé sur tvN du 13 juillet au 1er septembre 2019.

## Synopsis
L'Hôtel del Luna, qui autrefois était appelé "Guest House of the Moon", se trouve à Myeong-dong, au cœur de la ville de Séoul. Cet hôtel n’est pas comme les autres : ses clients sont des fantômes et on ne voit pas son bâtiment tel qu'il est réellement durant la journée. Les humains ne peuvent tomber sur l'hôtel que dans des moments particuliers, par exemple lors d'une éclipse lunaire.

Jang Man-wol (Lee Ji-eun) est le PDG de l'hôtel. À cause d'un grand crime qu’elle a commis il y a un millénaire, elle a été condamnée à rester à l'hôtel au service des morts. À la suite d'une manipulation de Mago (Yi-suk Seo), elle rencontre le père de Koo Chan-sung (Yeo Jin-goo) et passe un marché pour que son fils travaille pour elle après ses 20 ans en échange de sa vie et de sa fortune. Ayant reçu de l’argent en échange du marché passé, l’homme emmène son fils à l'étranger, où il grandit comme un perfectionniste à sang-froid, mais en même temps comme une personne au cœur tendre. Koo Chan-sung revient en Corée du Sud après la mort de son père, pour être directeur adjoint d'une corporation hôtelière multinationale. Il rencontre Jang Man-wol et il finit par respecter l'accord en devenant directeur de l'Hôtel del Luna.

## Distribution

### Acteurs principaux
- Lee Ji-eun : Jang Man-wol[3]
- Yeo Jin-goo : Koo Chan-sung[4]

### Acteurs secondaires

#### À l'Hôtel del Luna
- Shin Jung-geun : Kim Seon-bi / Kim Shi-ik
- Bae Hae-sun : Choi Seo-hee
- Pyo Ji-hoon : Ji Hyun-joong
- Kang Mi-na : Kim Yoo-na[5]

#### Les gens autour de Jang Man-wol
- Lee Do-hyun : Go Chung-myung
- Lee Tae-sun : Yeon-woo/Park Young-soo

#### Les gens autour de Goo Chan-seong
- Jo Hyun-chul : Sanchez[6]
- Park Yoo-na : Lee Mi-ra / Princesse Song-hwa
- Lee David : Seol Ji-won

#### Autres
- Seo Yi-sook : Mago
- Kang Hong-seok : Mort

### Apparitions
- Oh Ji-ho : Le père de Chan-sung (Ép. 1)[7]
- Jung Dong-hwan : Directeur Noh Joon-suk (Ép. 1)
- Kim Won-hae : le maire (Ép. 1)
- Lee Joon-gi : prêtre (Ép. 3)[8]
- Lee Si-eon : astronaute (Ép. 3)[8]
- Jo Hyun-sik : invité d'hôtel (Ép. 3)
- Lee Yi-kyung : acteur Yu Oh (Ép. 6)[9]
- Pyo Ye-jin : actrice (Ép. 6)[10]
- Kim Jun-hyun : lui-même (Ép. 6)[9]
- Park Jin-joo : Gyeong Ah (Ép.8)[11]
- Nam Da-reum : Esprit du puits (Ép. 9-10)[12]
- Sulli : Jung Ji-eun (Ép. 10)[13]
- Seo Eun-soo : Véronique (Ép.11)[14]
- Lee Seung-joon : le docteur (Ép. 12)[15]
- So Hee-jung : la femme du docteur (Ép. 12)[15]

## Diffusion
- tvN (2019)
- tvN Asie (2019)
- noW Drama Channel (2019-2020)
- GTV (2019-2020) / ELTA TV (2020)
- Sky Net (2019)
- ABS-CBN (2019-2020)
- Netflix (2019)

## Accueil

### Réception en Corée du Sud

#### Audiences
| Nombre d'épisodes | Date de diffusion  | Part d'audience moyenne | Part d'audience moyenne     | Part d'audience moyenne | Part d'audience moyenne |
| Nombre d'épisodes | Date de diffusion  | TNmS Ratings            | TNmS Ratings                | AGB Nielsen             | AGB Nielsen             |
| Nombre d'épisodes | Date de diffusion  | Tout le pays            | Région de la capitale Séoul | Tout le pays            |                         |
| ----------------- | ------------------ | ----------------------- | --------------------------- | ----------------------- | ----------------------- |
| 1                 | 13 juillet 2019    | 7,327%                  | 7,749%                      | 6,995%                  |                         |
| 2                 | 14 juillet 2019    | 7,633%                  | 8,857%                      | 8,144%                  |                         |
| 3                 | 20 juillet 2019    | 8,281%                  | 9,478%                      | NC                      |                         |
| 4                 | 21 juillet 2019    | 7,736%                  | 9,024%                      | NC                      |                         |
| 5                 | 27 juillet 2019    | 7,023%                  | 7,883%                      | 8,313%                  |                         |
| 6                 | 28 juillet 2019    | 8,701%                  | 9,949%                      | NC                      |                         |
| 7                 | 3 août 2019        | 8,052%                  | 8,772%                      | NC                      |                         |
| 8                 | 4 août 2019        | 9,131%                  | 10,469%                     | 10,031%                 |                         |
| 9                 | 10 août 2019       | 8,349%                  | 10,266%                     | 9,962%                  |                         |
| 10                | 11 août 2019       | 10,009%                 | 11,779%                     | 10,066%                 |                         |
| 11                | 17 août 2019       | 8,590%                  | 9,746%                      | NC                      |                         |
| 12                | 18 août 2019       | 10,407%                 | 12,178%                     | NC                      |                         |
| 13                | 24 août 2019       | 8,750%                  | 9,892%                      | NC                      |                         |
| 14                | 25 août 2019       | 9,995%                  | 11,986%                     |                         |                         |
| 15                | 31 août 2019       | 9,892%                  | 11,255%                     |                         |                         |
| 16                | 1er septembre 2019 | 12,001%                 | 13,875%                     |                         |                         |

### Réception dans les pays francophones
Le drama est bien reçu dans les pays francophones, du côté des spécialistes comme des spectateurs. La photographie, l'intrigue, la protagoniste Man-wol ainsi que les costumes sont largement salués.
Hotel del Luna figure dans la sélection établie par Jessica Cohen, la créatrice du magazine K-Society, dans l'ouvrage K-dramas : 100 séries télé coréennes incontournables. Cette dernière se montre dithyrambique : « Hotel del Luna est un des succès fantastiques, mystérieux et poétiques que l'on doit [aux Sœurs Hong, iconiques scénaristes] [...]. Ce voyage entre deux mondes s'agrémentent de paysages magnifiques aux couleurs ensorcelantes avec comme toujours une touche d'humour et son lot d'émotions. [...] IU incarne Man-wol, la "bête" d'un genre nouveau. Le charisme et l'élégance de l'actrice font merveille et sa garde-robe a déclenché le buzz à chaque nouvelle tenue. [...] L'écriture subtile, via de nombreux clins d'œil à l'actualité, est soutenue par une OST envoûtante [...] ».
Dans son Guide des K-dramas : 150 recommandations de dramas asiatiques, la vidéaste Sam évoque le drama ainsi : « La fantasmagorie ne s'arrête pas aux belles images puisque la série donne la parole aux différents fantômes de l'histoire qui ont tous un message à nous transmettre [...]. La fascinante, charismatique et effrayante Man-wol nous époustoufle tout au long du drama par ses tenues somptueuses, cachant derrière sa vanité et son cynisme une souffrance réelle et intarissable ».
Via son livre 101 k-dramas à voir absolument, la créatrice de contenus Kelly souligne la qualité de l'intrigue, de la bande originale ainsi que des visuels ; elle vante également « la cinématographie, dominée par des teintes violettes, [...] sublime », laquelle « s'accorde parfaitement à l'univers fantastique et lunaire ». Elle éprouve néanmoins un certain sentiment d'inachevé qu'elle espère voir contrebalancé par une potentielle saison 2.
Hotel del Luna est également l'un des sujets analysés dans l'étude de Vincenzo Cicchelli et Sylvie Octobre, Les k-dramas : ces séries qui font du bien. Les auteurs reviennent sur les questions existentielles posées par la série (que se passe-t-il après la mort ; quel est le legs d'une vie...) et sa dimension mythologique (la rivière Samdo qui prend ici les allures du fleuve Styx ; la figure de Man-wol héritée d'un chamanisme eurasien fortement marqué par les divinités féminines...). Ils insistent également sur la complémentarité du tandem Man-wol/Chan-sung et l'importance du libre arbitre auquel chaque personnage est encouragé. Ils rappellent aussi que tous les revenants évoqués sont porteurs d'un message, voire d'une morale.
Le site spécialisé Nautiljon recense une moyenne de 8,80/10 et SensCritique une moyenne de 7,1/10.

### Sources
- (en) Cet article est partiellement ou en totalité issu de l’article de Wikipédia en anglais intitulé « Hotel Del Luna » (voir la liste des auteurs).

1. ↑  « REVIEW: Hotel Del Luna thrills viewers on pilot week », sur entertainment.abs-cbn.com (consulté le 29 février 2020)
2. ↑  (en-US) « "Hotel Del Luna" (2019 Drama): Cast & Summary », sur Kpopmap, 10 juillet 2019 (consulté le 29 février 2020)
3. ↑  Sae-jin Park, « Singer IU to take main role in new cable TV mystery drama 'Hotel Deluna' », sur Aju Daily, 6 mars 2019 (consulté le 20 mars 2019)
4. ↑  (ko) Seung-ah Go, « [N인터뷰] 여진구 "'왕남'은 1등 인생작, 나만의 고집 만들어준 작품이죠"(종합) », sur News1,‎ 14 mars 2019 (consulté le 20 mars 2019)
5. ↑  (ko) Hyun-jung Kim, « [단독] 구구단 미나, '호텔 델루나' 출연…연기돌의 꽃길 행보 », sur Xports News, Naver,‎ 6 avril 2019 (consulté le 6 avril 2019)
6. ↑  (ko) Chung-hee Yoo, « 조현철, '호텔 델루나' 출연…아이유·여진구와 호흡 », sur Hankyung,‎ 29 mars 2019 (consulté le 29 mars 2019)
7. ↑  (ko) Jae-ryon Nam, « '호텔 델루나' 측 "오지호 특별 출연. 이지은·여진구 연결고리 돼줄 인물" », sur Sports Chosun,‎ 11 juillet 2019 (consulté le 23 juillet 2019)
8. 1 2  (ko) Hyo-jin Jeon, « ‘호텔델루나’ 이준기·이시언, 특별출연…여진구 전 지배인 후보군 », sur Sports Donga,‎ 20 juillet 2019 (consulté le 23 juillet 2019)
9. 1 2  (ko) Mi-rae Shin, « ‘호텔델루나’ 김준현X이이경, 오늘(28일) 특별출연...이지은·여진구와 강렬 케미 », sur MBN, Naver,‎ 28 juillet 2019 (consulté le 29 juillet 2019)
10. ↑  (ko) Shin-ik Hong, « 표예진, '호텔 델루나' 특별 출연 인증샷 "팬입니다" », sur JoongAng Ilbo,‎ 29 juillet 2019 (consulté le 3 août 2019)
11. ↑  (ko) Won-hee Kim, « 박진주, ‘호텔 델루나’ 상상이 만들어낸 상념귀신…경아역 특별출연 », sur Sports Khan,‎ 5 août 2019 (consulté le 9 août 2019)
12. ↑  (ko) Byung-chul Yu, « 남다름, ‘호텔 델루나’ 특별출연 ‘빠져드는 눈빛’ », sur Hankyung,‎ 12 août 2019 (consulté le 13 août 2019)
13. ↑  (ko) Ji-yeon Moon, « 설리, 오늘(11일) '호텔 델루나' 특별출연..아이유 지원사격 », sur News Chosun,‎ 11 août 2019 (consulté le 13 août 2019)
14. ↑  (ko) Kyu-min No, « 서은수 '호텔 델루나' 특별출연···설리 이어 11회 '등장' », sur Hankyung,‎ 14 août 2019 (consulté le 18 août 2019)
15. 1 2  (ko) Yu-na Tae, « ‘호텔 델루나’ 이승준X소희정, 한의사 부부로 특별출연...존재감+여운 다 잡았다 », sur Hankyung,‎ 19 août 2019 (consulté le 19 août 2019)
16. ↑  (ko) Heon-hee Jung, « 13일(토) 시청률 PP 드라마·예능·뉴스 순위 1위 호텔델루나 외 신서유기외전강식당·유퀴즈온더블럭·호구들의감빵생활 », sur Lecturer News,‎ 14 juillet 2019 (consulté le 15 juillet 2019)
17. ↑  (ko) Heon-hee Jung, « 14일(일) 시청률 PP 드라마·예능·뉴스 순위 1위 호텔델루나 외 코미디빅리그·슈퍼히어러·나혼자산다·60일지정생존자 », sur Lecturer News,‎ 15 juillet 2019 (consulté le 15 juillet 2019)
18. ↑  (ko) Heon-hee Jung, « 27일(토) 시청률 PP 드라마·예능·뉴스 순위 1위 호텔델루나 외 놀라운토요일·호구들의감빵생활·신서유기외전강식당3 », sur Lecturer News,‎ 28 juillet 2019 (consulté le 29 juillet 2019)
19. ↑  (ko) Heon-hee Jung, « 4일(일) 시청률 PP 드라마·예능·뉴스 순위 1위 호텔델루나 외 신서유기외전강식당3·슈퍼히어러·놀라운토요일 », sur Lecturer News,‎ 5 août 2019 (consulté le 6 août 2019)
20. ↑  (ko) Heon-hee Jung, « 10일(토) 시청률 PP 드라마·예능·뉴스 순위 1위 호텔델루나 외 삼시세끼산촌편·놀라운토요일·유퀴즈온더블럭·호구들의감빵생활 », sur Lecturer News,‎ 11 août 2019 (consulté le 11 août 2019)
21. ↑  (ko) Heon-hee Jung, « 11일(일) 시청률 PP 드라마·예능·뉴스 순위 1위 호텔델루나 외 삼시세끼산촌편·코미디빅리그·플레이어·수미네반찬 », sur Lecturer News,‎ 12 août 2019 (consulté le 12 août 2019)
22. ↑  Jessica Cohen, K-dramas : 100 séries télé coréennes incontournables, Abysse Publishing, 2025, 148 p. (ISBN 9782487640078), p. 136
23. ↑  Sam et les dramas, Le guide des K-dramas : 150 recommandations de dramas asiatiques, 404 éditions, 2023, 197 p. (ISBN 9791032407783), p. 106
24. ↑  Kaeleedramas, 101 k-dramas à voir absolument, Omaké Books, 2024, 208 p. (ISBN 9782379892783), p. 55
25. ↑  Vincenzo Cicchelli et Sylvie Octobre, Les k-dramas : ces séries qui font du bien, PUF, 208 p. (ISBN 9782130856481), p. 176-183
26. ↑  « Hotel Del Luna », sur www.nautiljon.com (consulté le 1er mai 2025)
27. ↑  SensCritique, « Hotel Del Luna - Drama », sur SensCritique (consulté le 1er mai 2025)